# Robert Lucaciu

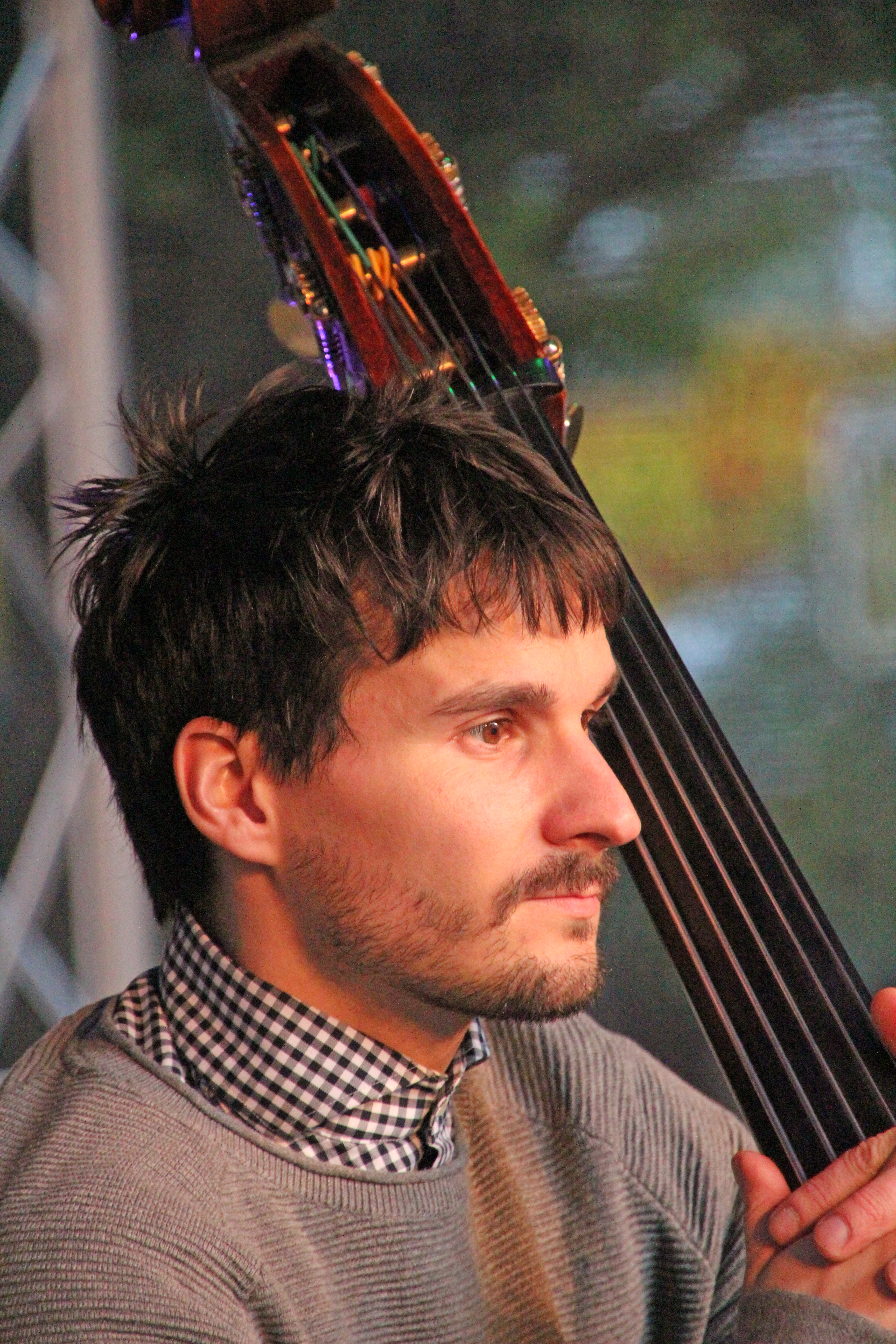
Robert Lucaciu (2017)

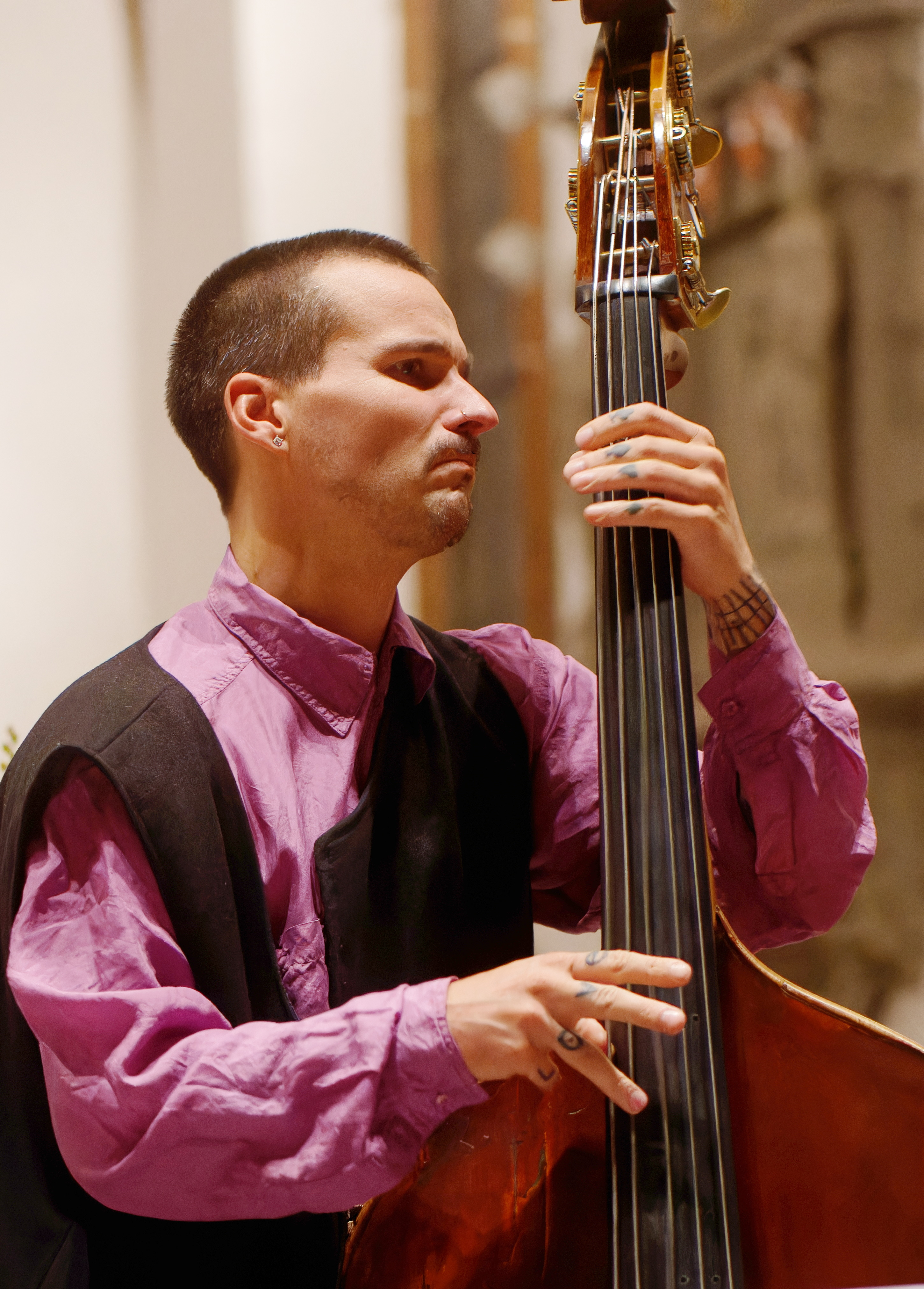
Robert Lucaciu mit Bill Elgart und Jonas Dorn in der Stadtkirche Darmstadt 2022

Robert Lucaciu (* 12. August 1988 in Plauen) ist ein deutscher Jazzmusiker (Kontrabass, Cello), Komponist und Musikproduzent und Pädagoge rumänischer Herkunft.

## Leben und Wirken
Lucaciu stammt aus einer musikalischen Familie. Seine beiden Brüder Antonio und Simon Lucaciu sind ebenfalls Musiker. Er spielte zunächst Cello und hatte 12 Jahre Unterricht auf diesem Instrument. Ab 2005 studierte er als Jungstudent an der Hochschule für Musik und Theater „Felix Mendelssohn Bartholdy“ Leipzig und ab 2008 regulär an den Musikhochschulen in Leipzig und Dresden klassischen Kontrabass bei Thomas Stahr sowie Jazz-Kontrabass bei Pepe Berns. 
2010 bis 2012 leitete Lucaciu die Band Castravez, für die er komponierte und mit der er 2011 das Album Tagtraum veröffentlichte. Er spielt gegenwärtig unter anderem in den Formationen PLOT mit Sebastian Wehle und Philipp Scholz und Nautilus (mit Hayden Chisholm, Jürgen Friedrich und Philipp Scholz). Seit 2021 arbeitet Lucaciu mit Laura Totenhagen, Shannon Barnett, Sofia Salvo, Pascal Klewer und Moritz Baumgärtner in seinem Projekt Fallen Crooner. 2015 veröffentlichte er eine Soloaufnahme namens monaxia. Sechs Jahre später erschien mit Solo live at Kulturnhalle ein zweites Soloalbum.
Zudem tritt Lucaciu regelmäßig mit Musikern wie Werner Neumann, Angelika Niescier, Theresia Philipp, Bill Elgart, Olga Reznichenko, Johannes Bigge, Philipp Rumsch, Johannes von Buttlar und Eric Schaefer auf. Mit Baby Sommers großformatiger Brotherhood & Sisterhood gastierte er 2023 bei JazzBaltica.
2010 bis 2014 war Lucaciu künstlerischer Leiter der wöchentlichen Konzerte im Leipziger Liveclub Telegraph. Des Weiteren gründete er gemeinsam mit seinem Bruder Antonio Lucaciu und Sascha Stiehler das Musiklabel Egolaut Leipzig. Seit 2020 ist er Vorstand im neugegründeten Jazzverband Sachsen.
Seit dem Wintersemester 2018 ist Lucaciu Lehrbeauftragter für das Hauptfach Jazzkontrabass an der Hochschule für Musik, Theater und Medien Hannover.

## Preise und Auszeichnungen
Lucaciu war mehrfach Stipendiat der Kulturstiftung des Freistaates Sachsen und ist Träger weiterer Auszeichnungen, unter anderem 2005 und 2007 des Sächsischen Staatsministeriums für Wissenschaft und Kunst und 2009 der Hans und Eugenia Jütting-Stiftung. 2007 erhielt er den Studiopreis beim Wettbewerb Jugend jazzt. Im November 2014 gewann die Band PLOT den Jungen Münchner Jazzpreis. Mit dem Eva Klesse Quartett wurde er 2015 als „Newcomer des Jahres“ mit dem Echo Jazz ausgezeichnet. 2016 erhielt er den Leipziger Jazznachwuchspreis. Er ist der Empfänger der „Kathrin Lemke Scholarship For Young Jazz Improvisers“ („Kathrin-Preis“) 2023.

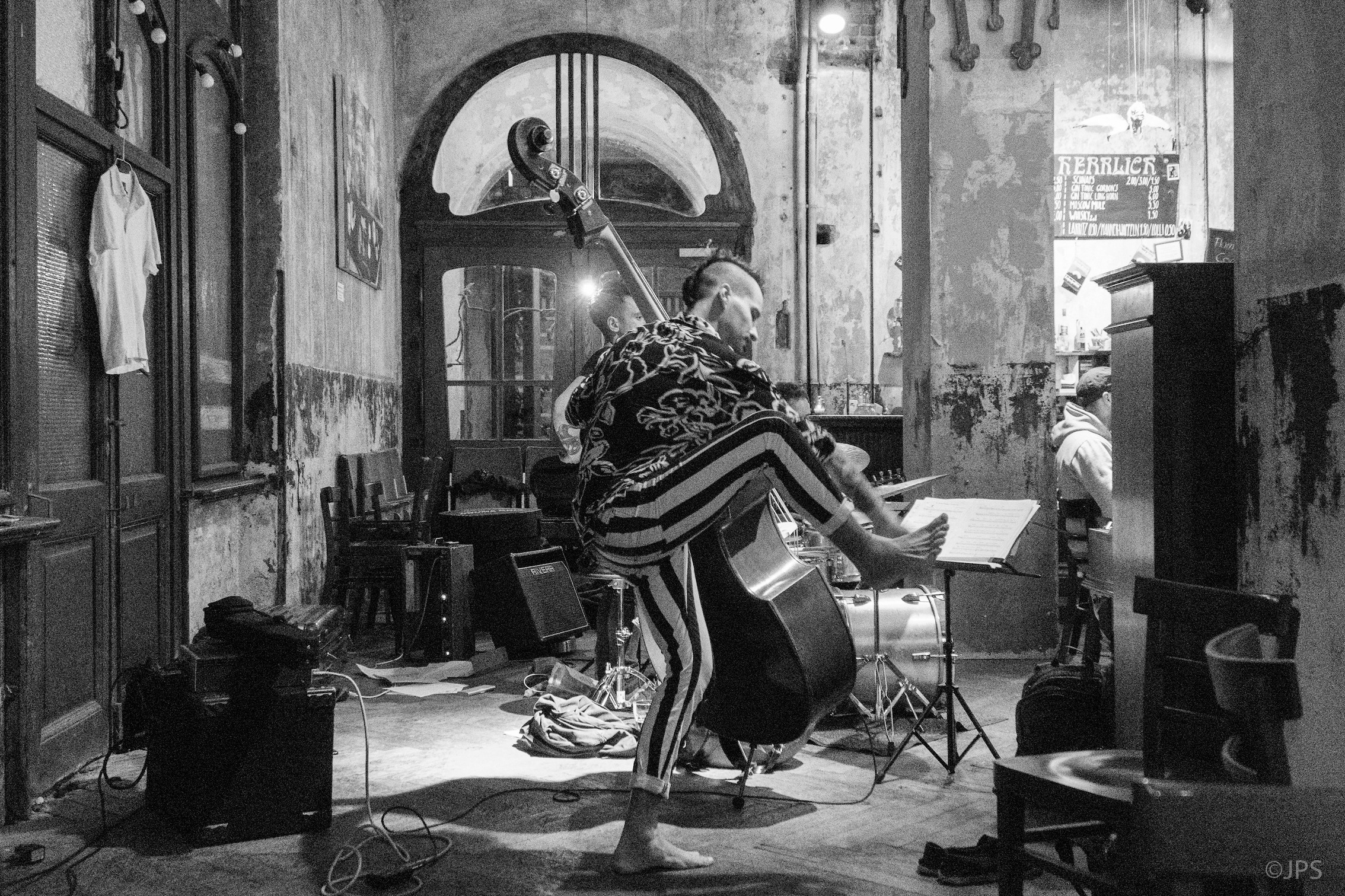
Robert Lucaciu

## Diskografische Hinweise
- Castravez Tagtraum (Egolaut Leipzig, 2011)
- Plot Heimarbeit (Egolaut Leipzig, 2012, mit Sebastian Wehle, Philipp Scholz)
- Das blaue Pony Zweigedanken (Unit Records, 2014, mit Johannes Moritz, Sebastian Wehle, Philipp Scholz)[14]
- Plot Tightrope (WhyPlayJazz, 2015, mit Sebastian Wehle, Philipp Scholz)
- Nautilus Infrablue (Two Rivers Records London 2016, mit Hayden Chisholm, Jürgen Friedrich, Philipp Scholz)
- Arne Jansen Nine Firmaments (Traumton Records 2016, mit Eric Schaefer)
- Werner Neumann, Florian Kästner, Philipp Scholz, Robert Lucaciu: Baby Boomer (Klaeng Records 2017)
- Eva Klesse Quartett miniatures (enja 2018, mit Jewgeni Ring, Philip Frischkorn)
- Plot Cadenza (WhyPlayJazz, 2019, mit Sebastian Wehle, Philipp Scholz)
- Dorn Elgart Lucaciu Dreifinger (Lakeland Records 2022, mit Jonas Dorn, Bill Elgart)[15]
- Günter Baby Sommer & the Lucaciu 3 Karawane (Intakt Records 2022)
- Gregor Forbes, Robert Lucaciu, Johannes von Buttlar: Altered Forms Trio (Boomslang Records, 2024)